# 中国民主正義党
中国民主正義党（ちゅうごくみんしゅせいぎとう、中國民主正義黨、以下「民正党」と略称）は1987年10月4日に高雄市で結成された台湾の政党。

## 概説
中国民主正義党は1987年10月4日に高雄市で結成され、12月25日に認可された台湾の政党。党主席は張大政。
党員は農工商各界の人物により構成され、党主席の下、企業家が党幹部を構成し、一般党員は農民や労働者によって構成されている。政治主張としては政治革新、社会格差是正、台湾独立反対、両岸統一を主張している。また党憲章では民主正義の伸長による民主社会の成立と、台湾国民の団結と自由の享受を掲げ、安全保障政策を強化し、国民全体が豊かになる社会の実現による世界平和と平等の促進を唱えている。

## 党章
党章は「梅」、「稲穂」、「五環」が図案化されたものである。「梅」は台湾を、「稲穂」は五穀豊穣を、「五環」は五族協和を表している。